# Hanns-Jörg Rohwedder

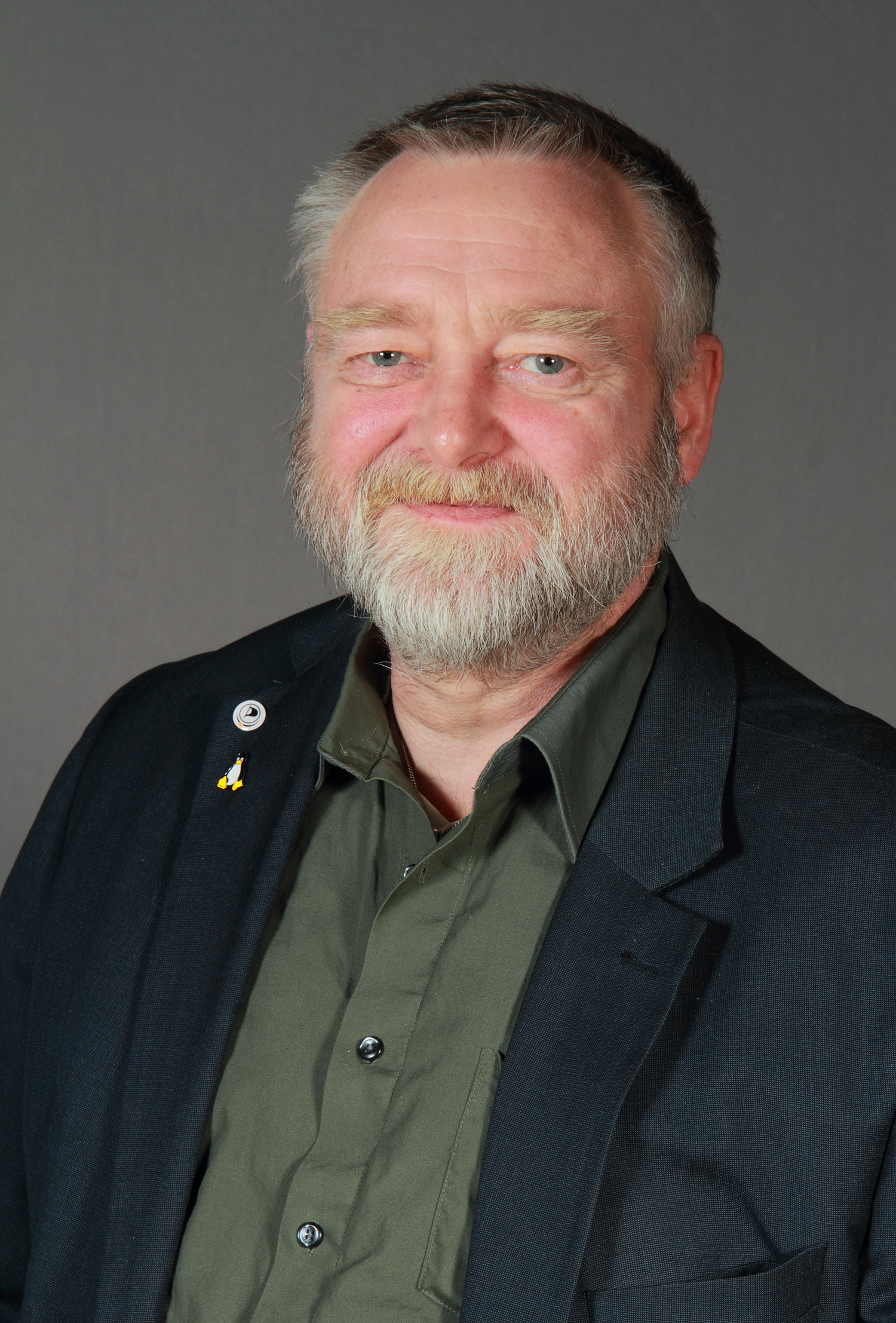
Hanns-Jörg Rohwedder (2013)

Hanns-Jörg Rohwedder (* 4. September 1957 in Kiel) ist ein ehemaliger Politiker der Piratenpartei.
Rohwedder, Fachinformatiker für Systemintegration, engagierte sich zunächst in der Anti-AKW- und der Friedensbewegung und gehörte Ende der 1970er Jahre zu den Mitbegründern der Grünen in Schleswig-Holstein, trat jedoch nach einem halben Jahr dort wieder aus. Er trat 2009 in die Piratenpartei ein. Bei der Landtagswahl in Nordrhein-Westfalen 2010 kandidierte er im Landtagswahlkreis Dortmund III (1,7 Prozent) sowie auf Platz 10 der Landesliste. Bei der Landtagswahl 2012 zog Rohwedder auf Platz 12 der Landesliste für die Piratenpartei Nordrhein-Westfalen in den Landtag ein. Mit dem Ausscheiden der Piraten bei der Landtagswahl in Nordrhein-Westfalen 2017 verlor er sein Mandat.
Anfang Dezember 2017 trat Rohwedder aus der Piratenpartei aus und war dann parteilos. Am 1. März 2020 war er einer der Gründer der in Nordrhein-Westfalen aktiven DOS-Partei, für die er im selben Jahr erfolglos bei der Kommunalwahl in Dortmund antrat.